# Die Gelehrtenrepublik
Die Gelehrtenrepublik ist ein 1957 geschriebener dystopischer Roman von Arno Schmidt, in dem er die potenziellen Folgen eines atomaren, dritten Weltkrieges und die Idealstadt IRAS (International Republic for Artists and Scientists) satirisch beschreibt.
Der Titel variiert unter Aufnahme etlicher Motive einen Werktitel Friedrich Gottlieb Klopstocks von 1774: Die deutsche Gelehrtenrepublik. Ihre Einrichtung. Ihre Geseze. Geschichte des lezten Landtags. Auf Befehl der Aldermänner durch Salogast und Wlemar.

## Handlung
2008 – wenige Jahre nach einem Atomkrieg, Europa existiert nicht mehr – macht der US-amerikanische Reporter Charles Henry Winer zwei Reisereportagen. Er wird als Urgroßneffe von Schmidt vorgestellt, nicht ohne Realitätsbezug zum echten Großneffen Schmidts. Seine Erlebnisse sind so heikel, dass er sie in keiner lebenden Sprache veröffentlichen darf. Daher hat er alles von einem Gelehrten, der manches nicht recht verstanden zu haben scheint und in Fußnoten zu kommentieren versucht, ins ausgestorbene Deutsch übersetzen lassen.
Im ersten Teil des Buchs besucht und beschreibt der Protagonist den durch riesenlange Mauern abgesperrten sogenannten „Hominidenstreifen“ im Westen der USA und entdeckt dort unterschiedliche Mutanten, die infolge der Strahlung entstanden sind. Eine Zentaurin verliebt sich sogar in ihn, andere Mutanten werden vom Wachpersonal sexuell missbraucht.
Im zweiten Teil des Romans entwirft Arno Schmidt eine Idealstadt in Form einer mobilen Insel in den milden Rossbreiten des Pazifiks. Die Gelehrtenrepublik ist als ideale Zuflucht der Weltkultur vor weiteren kommenden Weltkriegen konzipiert. Sie ist eine stählerne schwimmende Insel (ein Inselplan wird mitgegeben), auf der etwas über 800 ausgewählte Wissenschaftler, Schriftsteller und Künstler – plus ein Vielfaches an Personal – aus der ganzen Welt unter idealen Bedingungen leben und arbeiten. (Ihnen droht übrigens die Ausweisung, wenn sie nach zwei Jahren kein nennenswertes Kunstwerk oder keinen Ansatz dazu vorzuweisen haben.) Die Insel hat zur Hauptsache einen ‚westlichen‘, US-amerikanischen und einen ‚östlichen‘, sowjetischen Bezirk. Prekär dazwischen existiert eine neutrale Zone, auch für die Verwaltung, mit vielen Funktionären aus der ‚Dritten Welt‘. UdSSR- und US-Wissenschaftler machen heimlich unterschiedliche Menschenexperimente.

## Zu Form und Inhalt
Das formale und inhaltliche Band zwischen den beiden Teilen wirft viele literaturwissenschaftliche Fragen auf. Ob Arno Schmidt hier aus der Prosaformen-Versuchsserie (in seinen Berechnungen) das Muster „Lemniskate“ verwendet habe (in deren Schnittpunkt beide Teile beginnen und enden, d. h. bei seinen jeweiligen An- und Abreisen) und ob er inhaltlich in Teil 1 die unbeabsichtigt entstandenen Hominidenformen von den gezielt gezüchteten im 2. Teil unterscheiden wollte, bleibt offen.
Die Gestaltung der schwimmenden Insel einschließlich der gegeneinanderlaufenden Maschinen am Ende hat Schmidt bei Jules Vernes Propellerinsel übernommen und Verne ist in der Gemäldegalerie von IRAS als Erfinder porträtiert.
Am Ende wird aus Hölderlins Ode An die Parzen zitiert – vermutlich nach der im Jahr 1945 um ein Vorwort bereinigten Ausgabe Will Vespers: „Einmal lebt’ ich wie Götter, und mehr bedarf’s nicht“, wenn der Protagonist Winer, noch entsetzt über die auf der künstlichen Insel durchgeführten Menschenexperimente, in seine „usamerikanische“ Heimat zurückkehrt. Das Zitat ist für Die Gelehrtenrepublik bedeutend, da Winer sich zugleich an Hölderlin und die von ihm unterwegs geliebte Zentaurin Thalja erinnert, die sowohl mythologisches als auch Naturwesen darstellt. Sie steht dabei in deutlichem Gegensatz zu den erstarrten Figuren, die die Gelehrtenrepublik bevölkern, ohne als Künstler oder Wissenschaftler ihren historisch notwendig gewordenen Auftrag zu erfüllen. Die Gelehrtenrepublik treibt ihrem Untergang zu, weil ihre Bewohner auch nach der Katastrophe eines Atomkrieges die ideologischen Fronten zwischen Ost und West nicht überwinden können. Winer wird hingegen mittels eines literaturgeschichtlichen Rückgriffs gerettet. Denn dem romantisierenden Verständnis Schmidts zufolge harmonierten für die Dauer der Frankfurter Kohabitation Hölderlins mit Susette („Diotima“) Gontard biographische Situation eines Dichters und das ihr entstammende literarische Produkt der Ode An die Parzen wegen ihres mythologischen Bezugs ebenso auf idealtypische Weise wie das Liebespaar Winer und Thalja, auch wenn die Transformation von Hölderlins philosophischem Mythos in einen sodomitisch eingefärbten Kontext bei Arno Schmidt nicht zu übersehen ist.

## Hörspiel
Im Jahr 2003 produzierte der Bayerische Rundfunk ein Hörspiel in der Bearbeitung von Klaus Buhlert. Sprecher war Manfred Zapatka.